# 匹兹伐环形山
匹兹伐环形山（Petzval）是月球背面南半球一座古老的大撞击坑，约形成于酒海纪时期，其名称取自奥地利发明家、光学物理学家约瑟夫·匹兹伐（Joseph Petzval，1807年-1891年），1970年被国际天文联合会批准接受。

## 描述
该陨坑位于孟德尔-里德伯盆地西南，西邻沃森环形山、西北偏北靠近李普曼环形山，豪森环形山坐落在东南偏东，南部则横亘德费尔环形山。其中心月面坐标为62°44′S 110°50′W / 62.73°S 110.83°W，直径93.5公里，深度2.8公里。
匹兹伐环形山外观呈多边形，北侧略为内凹而东侧有一向外突出的尖角；陨坑磨损程度一般，外侧坡较平缓，内侧坡宽窄不一，东、南二侧显示有已坍落的台地结构残迹，北侧内壁上可看到一座大撞击坑；坑底表面凹凸不平，西南和东北部散布有一些小陨坑，中心点偏北矗立着一座已磨损的圆形中央峰。

## 卫星陨石坑
按惯例，最靠近匹兹伐环形山的卫星坑在月图上以字母标注在该坑中心点的旁边。

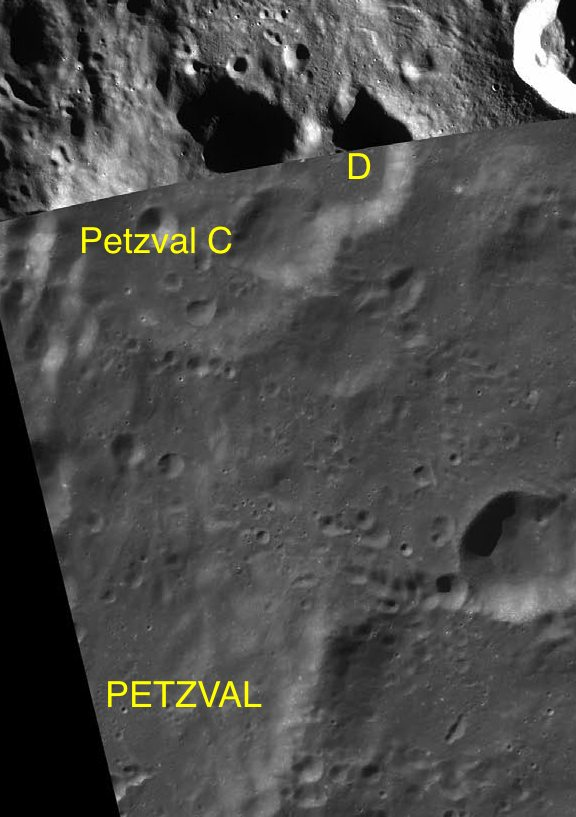
LAC-135 月面图

| 匹兹伐 | 纬度    | 经度     | 直径    |
| ------ | ------- | -------- | ------- |
| C      | 60.3° S | 107.8° W | 52 公里 |
| D      | 60.2° S | 105.9° W | 23 公里 |